# Anthurium gaffurii
Anthurium gaffurii är en kallaväxtart som beskrevs av Luis Aloysius, Luigi Sodiro. Anthurium gaffurii ingår i släktet Anthurium och familjen kallaväxter. Inga underarter finns listade.